# Shadow Defender
Shadow Defender （中文译名：影子卫士）是一款专为 Microsoft Windows 开发的系统保护还原软件，它可以保护操作系统、应用程序和敏感信息，并维持它们功能的正常使用。

## 软件功能
- 阻止和隔断各类病毒和恶意软件；
- 安全浏览互联网，并消除需要隐藏的历史记录；
- 保护隐私；
- 降低系统崩溃风险及维护成本；
- 重启操作系统后恢复到操作系统的初始状态。

## 配置要求
以下为运行 Shadow Defender 时所需的最低配置：
- 操作系统

Windows 2000 professional
Windows XP Home
Windows XP Professional
Windows Vista (32-bit)
Windows 7 (32-bit and 64-bit)
Windows 8 (32-bit and 64-bit)
- CPU

Pentium 133 MHz or faster
- 内存

128 MB or above
- 硬盘

安装程序文件夹约 3 MB 空间
影子模式下每个分区至少 10M 以上空间

## 原理
Shadow Defender在安装时会安装驱动（名为Service.sys），在影子模式下该驱动会监控系统操作以及更改，并重定位在磁盘上。因此重启可以做到还原。

## 优点
1、多数分区可以随意退出、进入影子模式，无需重启。
2、可以随意选择需要进入影子模式的分区。

## 缺点
在驱动进程异常退出时（被恶意结束），部分对系统的修改在重启后会还原，而部分修改会直接应用到磁盘。可以被用户恶意穿透。